# David Millán Gascón
David Millán Gascón   (Beseit, 8 d'octubre de 1989) és un pilot de trial franjolí que va destacar en competicions europees durant la dècada del 2000. Millán començà a destacar en la pràctica del biketrial, guanyant-ne el Campionat del Món en categoria Poussin el 1999. Un cop va haver passat al trial en motocicleta va guanyar-ne sis Campionats d'Espanya i nombrosos d'Aragó en diverses categories. Participà també amb èxit en diversos campionats internacionals, on el seu millor resultat fou el tercer lloc final al Campionat d'Europa Júnior de 2007, darrere d'Alfredo Gómez i Ross Danby.

## Biografia
Millán va començar a practicar el biketrial a 5 anys i va competir en aquesta especialitat durant set temporades (de 1995 a 2001) en què guanyà sis campionats d'Aragó, sis de Catalunya i cinc d'Espanya. També es proclamà cinc vegades campió del món per equips estatals i, durant cinc anys, acabà entre els cinc primers al campionat individual. El seu èxit principal fou el 1999, en proclamar-se campió del món.
El 2002 va passar a la moto i va ingressar a la Sherco Academy. Fou campió d'Aragó de trial Júnior el 2002 i 2003 i absolut els anys 2005, 2007 i 2009. A banda, es proclamà 3 anys consecutius campió d'Espanya de trial en diferents categories: Cadet (2004), Junior 125 (2005) i Junior absolut (2006). El 2007 fou seleccionat per a formar part de l'equip estatal de trial al campionat del món i al d'Europa durant les temporades 2007 i 2008 i arran d'això s'instal·là al Centre d'Alt Rendiment de Sant Cugat del Vallès. El 2007 fou tercer al campionat d'Europa júnior i quart al campionat del món juvenil.
El 2008 inicià estudis universitaris d'odontologia (els acabà el 2013) i els compaginà amb el trial: el 2009 tornà a guanyar el campionat d'Aragó absolut. La temporada del 2010 patí una forta caiguda a la primera prova del mundial que l'apartà de la competició durant 6 mesos. Entre el 2011 i el 2016 guanyà de forma ininterrompuda el campionat d'Aragó absolut (el 2012 deixà Sherco i fitxà per Jotagas).
El 2017, Millán va tornar a competir al Campionat d'Espanya després de cinc anys d'absència, aquesta vegada en categoria TR3 amb una TRRS, i guanyà el títol estatal aquell any i el següent, 2018.

## Palmarès

### Biketrial
Font:
- 6 Campionats d'Aragó (1996-2001)
- 6 Campionats de Catalunya (1996-2001)
- 5 Campionats d'Espanya (1996, 1998-2001)
- 5 Campionats del món per equips estatals
- 1 Campionat del món individual (1999, Poussin)

Resultats per any
| Any  | Categoria | C. del Món |
| ---- | --------- | ---------- |
| 1998 | Poussin   | 3r         |
| 1999 | Poussin   | 1r         |
| 2000 | ?         | ?          |
| 2001 | Benjamin  | 2n         |

### Trial
- 11 Campionats d'Aragó (2002-2003 Júnior, 2005, 2007, 2009 i 2011-2016 Absolut)
- 6 Campionats d'Espanya (2004 Cadets, 2005 Júnior, 2006 Júnior 125 i Júnior 250, 2017-2018 TR3)